# 그레이트커미션선교대회
그레이트커미션선교대회(大使命宣敎大會, Great Commission Mission Conference, 약칭 GCMC)는 예수 그리스도의 대사명을 위해 1992년 개척교회들의 연합으로 열렸던 복음주의 신학관에 입각한 선교대회이다. 종교개혁자들이 주창했던 ‘Sola Fide(오직 믿음으로)’ ‘Sola Gratia(오직 은혜로)’ ‘Sola Scriptura(오직 성경으로)’ 에 담긴 복음의 정신을 따르고 있다.

## 중점내용
- 그레이트커미션선교대회[1]는 한국의 출산률 저하로 인한 인구감소와 이 시대에 위대한 믿음의 선배들의 신앙 계승이 어려운 점을 주목한다. 다음 세대 특히, 청년들이 예수 그리스도의 복음으로 일어나 가정과 사회를 넘어 나라와 민족을 변화시키고 세계선교에 크게 기여하는 새로운 일군들로 귀히 쓰임받는 일에 전력을 다한다.
- 그레이트커미션선교대회는 거룩한 예배와 복음을 깊이 사경하는 성경강해, 신령한 기도회 뿐 아니라 해외 선교사를 초빙하여 선교현장에서 눈물로 사명을 성취해나가는 역사를 들을 수 있이 특강이 제공되어 대사명[2]을 성취하기 위해 예수 그리스도께 헌신하는 삶으로의 결단에 도움을 준다.
- 그레이트커미션선교대회는 다양한 전문인들이 신앙의 힘으로 세상을 변화시키고 영혼을 구원해 나가는 경험과 노하우를 공유하고 간증하는 트랙별 강의 시간을 제공한다.
- 현대선교의 아버지 윌리엄캐리 이후 세계선교를 위해 힘쓰는 수많은 교회와 선교회, 단체들이 주님의 지상대명령의 성취를 위해 섬겨왔으나 여러 요인으로 힘을 잃어버고 있는 실정이다. 그레이트커미션선교대회는 이들을 위해 지속가능한 선교 동력을 제공하기 위해 힘쓴다.

## 같이 보기
- 한국교회연합
- 한국기독교총연합회